# Древногръцки изначални богове
Древногръцките изначални богове (Protogonos, Progogenos; мн.ч.: Protogonoi, Protogenoi, на гръцки: Πρωτογενοι, първо родени) е в гръцката митология обозначението за Фанес (Phanes), първият бог в космогонията на Орфизма.
Древните гърци имат няколко идеи за първичните стихии и богове в митологията им. Различните автори имат различни мнения по въпроса кои богове са били първи.
- Според Омир Океан и Тетия са родители на всички други богове.
- Според Хезиод, в началото стои Хаос (Χαός), следван от Тартар (Ταρταρός), Ереб (Ερέβη), Гея, Ерос, Хронос, Нюкта (Νύκτα), Уран (Ουρανός), и Ефир.
- Орфическата поезия поставя Никта в началото. Никта е и първото божество в „Птици“ на Аристофан.
- Според Алкмен първата богиня е била водната нимфа Тетида.

Гръцките философи и мислители също имат свои теории за първоначалните богове:
- Според Ферекид от Сирос, Кронос („време“) е първият бог (Heptamychia)
- Според Емпедокъл в началото стоят Афродита и Арес (любовта и враждата), които привеждат в действие четирите основни елемента -земя, въздух, вода и огън.

## Списък на Протогените
- Ефир
- Ананке
- Хаос
- Хронос
- Ереб
- Гея
- Хемера
- Hydros
- Nesoi
- Никта
- Океан
- Уран
- Ourea
- Фанес наричан също Ерос или Протогонос (Първороденият)
- Фюсис
- Понт
- Тетида
- Таласа
- Тартар